# 백화고등학교
백화고등학교(白華高等學校)는 대한민국 전북특별자치도 장수군 장계면 장계리에 있는 사립 고등학교이다.

## 학교 연혁
- 1982년 4월 19일 : 학교법인 백화학원 설립 인가
- 1982년 4월 20일 : 초대 김수옥 이사장 취임
- 1982년 6월 11일 : 본관 1,220평(30개 교실) 착공
- 1982년 11월 30일 : 백화여자고등학교 설립 인가(4학급, 계 12학급)
- 1982년 12월 1일 : 초대 허경욱 교장 취임
- 1983년 2월 4일 : 1학급 증설 승인(총 15학급)
- 1983년 2월 28일 : 본관 30개 교실 완공
- 1983년 3월 5일 : 제1회 입학식(274명)
- 1983년 11월 19일 : 개교 및 의순관 준공식
- 1986년 2월 11일 : 제1회 졸업식(256명)
- 1990년 9월 19일 : 백화여자종합고등학교로 교명 변경(일반계 6, 상업과 12학급)
- 2001년 10월 15일 : 백화여자고등학교로 교명 변경
- 2015년 3월 1일 : 혁신학교 선정(2015년~2018년)
- 2018년 9월 14일 : 제5대 김지은 이사장 취임
- 2020년 3월 2일 : 제14대 배해남 교장 취임
- 2024년 1월 5일 : 제39회 졸업식 17명(총 6,156명)
- 2024년 3월 1일 : 백화고등학교로 교명 변경
- 2024년 3월 4일 : 제41회 입학식 27명

## 참고 자료
- 백화고등학교 - 한국교육학술정보원 학교알리미